# Annerösli Zryd
Annerösli Zryd (Adelboden, 3 maggio 1949) è un'ex sciatrice alpina svizzera, campionessa del mondo nella discesa libera a Val Gardena 1970.

## Biografia
Sciatrice polivalente, Annerösli Zryd debuttò in campo internazionale in occasione delle SDS-Rennen 1966, disputate tra l'11 e il 14 gennaio a Grindelwald, dove si classificò 51ª nella discesa libera, 31ª nello slalom gigante, 34ª nello slalom speciale e 31ª nella combinata; in Coppa del Mondo esordì nella gara inaugurale del circuito femminile, il 7 gennaio 1967 a Oberstaufen in slalom speciale senza completare la prova, ottenne il primo piazzamento il 10 gennaio successivo a Grindelwald nella medesima specialità (23ª) e i migliori risultati sul finire di quella stessa stagione 1966-1967, due quarti posti entrambi in discesa libera: il 3 marzo a Sestriere e il 10 marzo a Franconia.
Ai X Giochi olimpici invernali di Grenoble 1968, sua unica presenza olimpica, fu 11ª nella discesa libera, 13ª nello slalom gigante, 11ª nello slalom speciale e 8ª nella combinata, disputata in sede olimpica ma valida solo ai fini dei Mondiali 1968. Prese per l'ultima volta il via in Coppa del Mondo il 30 gennaio 1970 a Garmisch-Partenkirchen in discesa libera (9ª) e ai successivi Mondiali di Val Gardena 1970, suo congedo agonistico, vinse la medaglia d'oro nella discesa libera, si classificò 19ª nello slalom speciale e non completò lo slalom gigante.

## Palmarès

### Mondiali
- 1 medaglia:
  - 1 oro (discesa libera[6] a Val Gardena 1970)

### Coppa del Mondo
- Miglior piazzamento in classifica generale: 19ª nel 1970
- 1 podio[7]:
  - 1 vittoria

#### Coppa del Mondo - vittorie
| Data             | Località    | Paese  | Specialità |
| ---------------- | ----------- | ------ | ---------- |
| 11 febbraio 1970 | Val Gardena | Italia | DH         |

Legenda:

DH = discesa libera

### Campionati svizzeri
- 4 medaglie (dati parziali):
  - 1 oro (discesa libera[8] nel 1968)
  - 3 argenti (dati parziali: slalom gigante[8] nel 1968; discesa libera, slalom gigante[9] nel 1969)